# Xóchitl Gálvez

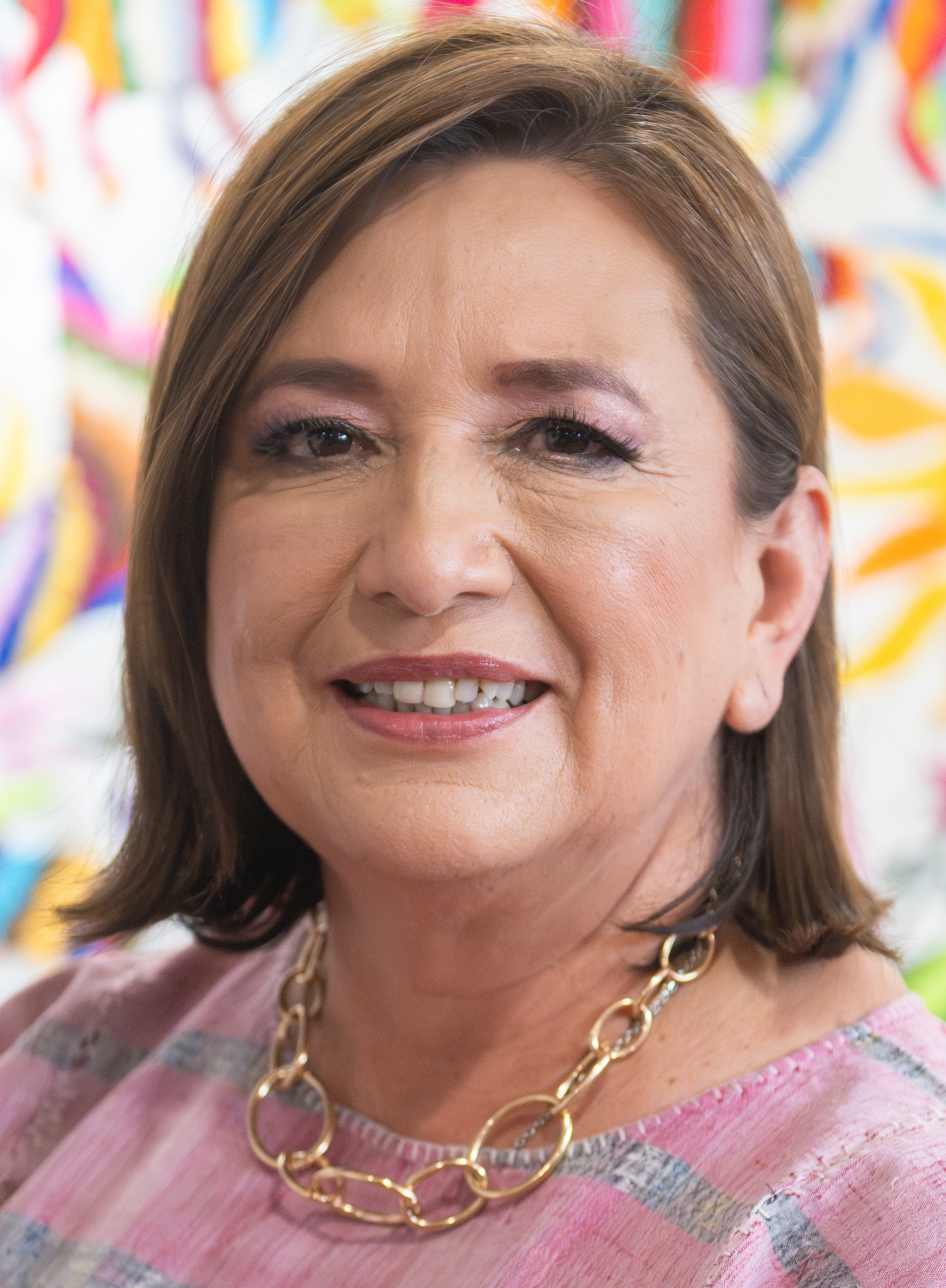
Xóchitl Gálvez (2024)

Bertha Xóchitl Gálvez Ruiz (* 22. Februar 1963 in Tepatepec, Hidalgo) ist eine mexikanische Politikerin und Unternehmerin. Bei den Präsidentschaftswahlen 2024 trat sie für das Oppositionsbündnis Fuerza y Corazón por México an. 
Von 2015 bis 2018 war sie Bürgermeisterin des Stadtbezirks Miguel Hidalgo von Mexiko-Stadt. Von 2018 bis 2024 amtierte sie als Senatorin im Senat Mexikos. Sie ist Mitglied der Mitte-Rechts-Partei Partido Acción Nacional (PAN), vertrat aber meist politisch progressive Positionen.  

## Biografie
Gálvez stammt aus einer armen Familie aus dem Bundesstaat Hidalgo in Zentralmexiko. Ihr Vater gehört dem indigenen Volk der Otomí an und war Lehrer. Als Kind verkaufte sie Pudding auf dem örtlichen Markt, um ihre Ausbildung und ihre Familie zu unterstützen. Sie zog nach Mexiko-Stadt, um an der Nationalen Autonomen Universität von Mexiko (UNAM) Computertechnik zu studieren, arbeitete zunächst als Telefonistin und erhielt später eine Stelle als Forschungsassistentin an der Ingenieurhochschule der UNAM. Einige Jahre nach ihrem Abschluss in Computertechnik begann sie als Programmiererin und später als Systemanalytikerin für das Nationale Institut für Geografie und Statistik (INEGI) zu arbeiten. Außerdem war sie Leiterin der Telekommunikationsabteilung des Mexico City World Trade Center.

### Politische Karriere
Von 2000 bis 2006 war sie unter der Regierung von Präsident Vicente Fox Leiterin des Nationalen Instituts für indigene Völker. 2010 kandidierte sie für das Amt des Gouverneurs in ihrem Heimatstaat Hidalgo als Kandidatin einer Koalition, welche sich aus den Parteien PAN, PRD, der Arbeiterpartei (PT) und Convergencia zusammensetzte. Gálvez erreichte dabei mit 47 % der Stimmen den zweiten Platz. Bei den Wahlen im Bundesdistrikt Mexiko-Stadt 2015 war Gálvez die Kandidatin der PAN für das Amt der Bürgermeisterin im Stadtbezirk Miguel Hidalgo. Sie gewann die Wahlen und war vom 1. Oktober 2015 bis zum 15. März 2018 im Amt.
Bei den Bundeswahlen 2018 kandidierte Gálvez für die Koalition Por México al Frente zusammen mit Emilio Álvarez Icaza für den Senatssitz von Mexiko-Stadt. Außerdem wurde sie auf der nationalen Liste von der Partido de la Revolución Democrática (PRD) für einen Senatssitz nominiert. Sie gewann zwar nicht den Sitz in Mexiko-Stadt, wurde aber trotzdem in den Senat gewählt, da ein Teil der Senatssitze nach dem Verhältniswahlrecht vergeben wird.
Obwohl sie ursprünglich bei den Wahlen 2024 Bürgermeisterin von Mexiko-Stadt werden wollte, kündigte sie Ende Juni 2023 ihre Absicht an, für das Präsidentenamt zu kandidieren. Am 30. August 2023 wurde sie als Kandidatin der Mitte-Links-Koalition Frente Amplio por México (bestehend aus PRD, PAN und der langjährigen Regierungspartei PRI) für die Präsidentschaftswahlen bestätigt. Sie trat dabei für ihre Koalition gegen die amtierende Regierungspartei Movimiento Regeneración Nacional (MORENA) an. Gálvez erreichte 28 % der Stimmen und belegte den zweiten Platz hinter Claudia Sheinbaum (60 %).

## Unternehmerische und philanthropische Tätigkeit
Im Jahr 1992 gründete sie das Unternehmen High Tech Services, das sich mit der Entwicklung von Technologieprojekten in den Bereichen intelligente Gebäude, Energieeinsparung, Prozessautomatisierung, Sicherheit und Telekommunikation beschäftigt. Sie war auch Gründerin und Geschäftsführerin des Unternehmens OMEI, das sich mit dem Betrieb und der Wartung intelligenter Infrastrukturen befasst. Im Jahr 1999 wurde sie vom Weltwirtschaftsforum in Davos als eine der „100 Global Leaders of the World's Future“ ausgezeichnet.
1995 gründete sie die Stiftung Porvenir, die sich der Bekämpfung der Unterernährung von Kindern und der Unterstützung von Frauen in indigenen Gebieten widmet. Darüber hinaus führt die Stiftung Projekte zur Verbesserung der Wasserqualität in ihrer Heimatregion durch.

## Politisches Profil
Gálvez vertritt einen unkonventionellen und volkstümlichen Politikstil. So erschien sie einmal im Senat in einem Dinosaurierkostüm, um ihre Gegner als politische "Dinosaurier" zu verspotten. Sie vertritt eine progressive Politik in sozialen Fragen wie Abtreibung, Drogenpolitik und Sozialausgaben und tritt für eine Koalition mit konservativen bis linksprogressiven Parteien an. Sie gilt auch als Anhängerin erneuerbarer Energien. Den ehemaligen Präsidenten Andrés Manuel López Obrador attackierte sie aufgrund des mangelnden Erfolgs bei der Kriminalitätsbekämpfung.